# Fogueteiro

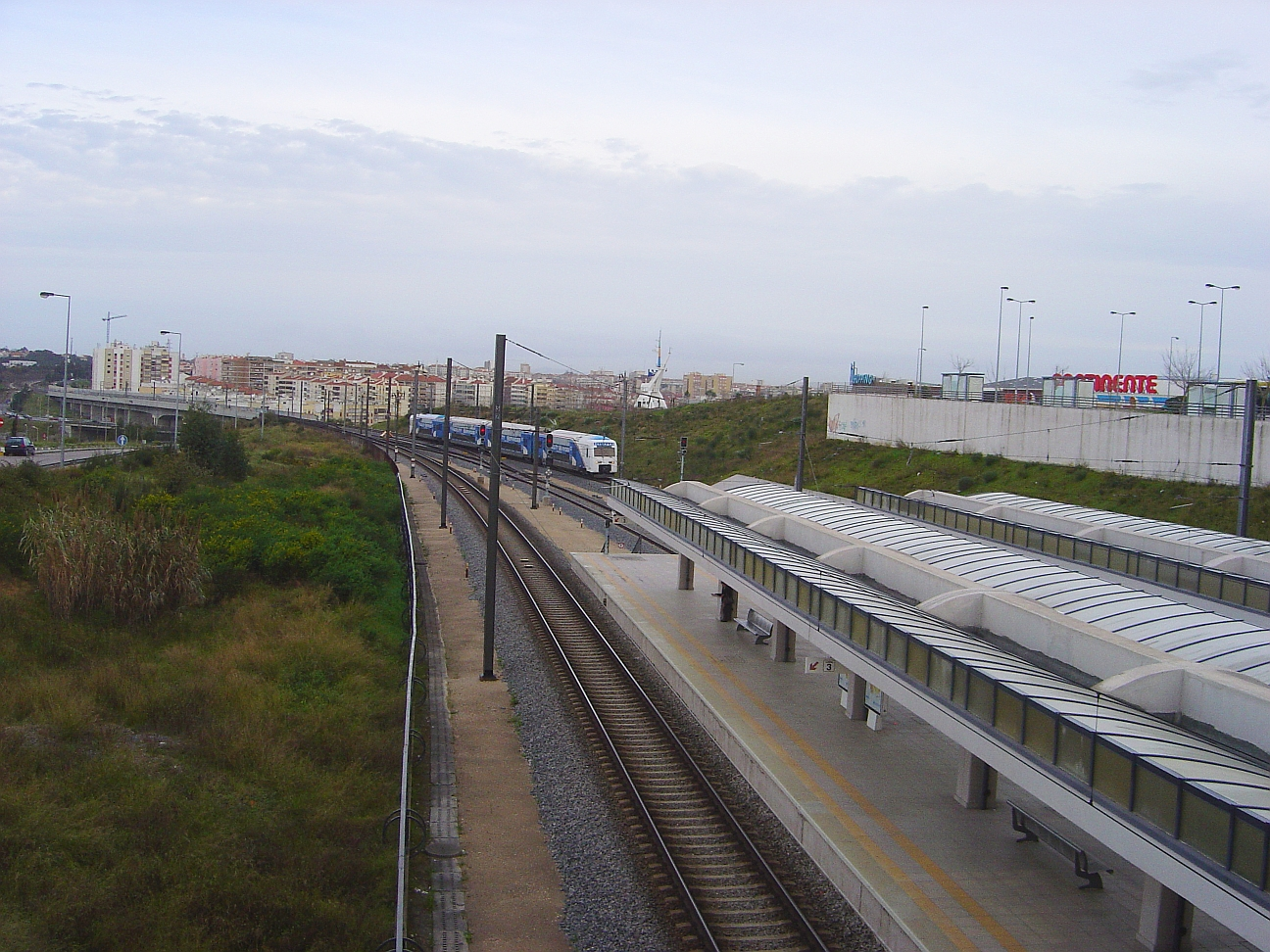
Comboio Fertagus na Estação do Fogueteiro.

O Fogueteiro é um lugar na freguesia da Amora, concelho do Seixal. É uma das cidades-dormitório da Grande Área Metropolitana de Lisboa, localizada junto ao Rio Judeu, que é um braço do Estuário do Tejo.
A localidade do Fogueteiro surge do fenómeno de crescimento da Margem Sul. Assim, este lugar perdeu progressivamente a sua vertente rural (existência de várias quintas, até às décadas de 1960 e 70) a favor da construção de edifícios em altura preparados para acolher novos habitantes. A primeira rua, e por isso a mais antiga do Fogueteiro, chama-se hoje Rua General Humberto Delgado, a antiga Rua do Grémio.
O nó do Fogueteiro é um importante cruzamento da auto-estrada A2 (entre Lisboa e o Sul) com as estradas que ligam a Almada, Seixal, Sesimbra e Setúbal.
A estação ferroviária servida pela Fertagus e denominada Fogueteiro encontra-se na realidade no lugar do Casal do Marco.